# Brusca (nàutica)

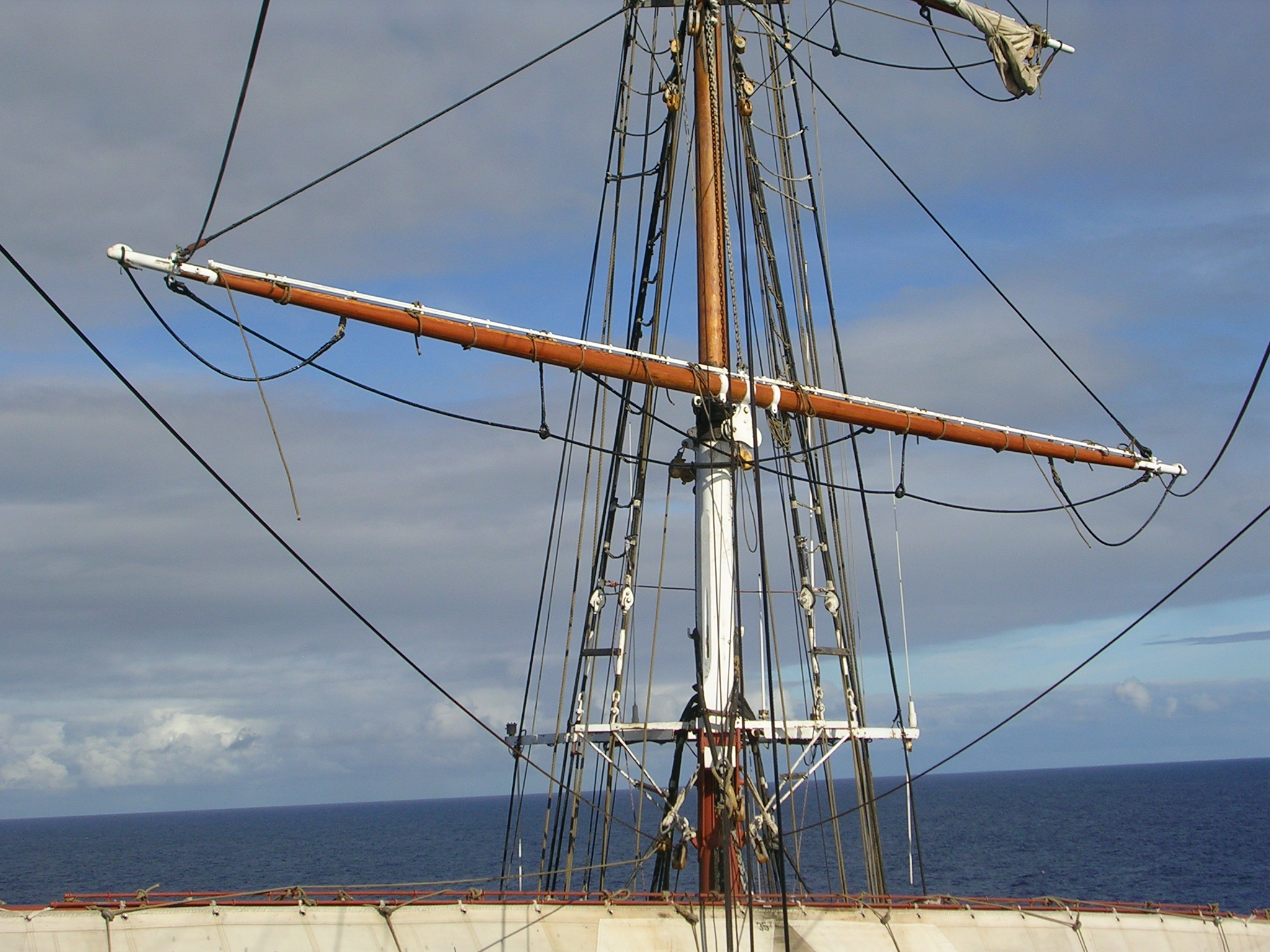
Verga d'un veler de creu amb forma afusada. Des del centre de la verga, el gruix cap als extrems va minvant seguint una corba determinada.

Una brusca és un llistó de fusta usat pels mestres d'aixa per a marcar la curvatura dels arbres, vergues i baus.
El terme brusca és també un sinònim, en construcció naval tradicional, de la curvatura de diverses peces d'un vaixell. També els mestres velers designaven per brusques les curvatures de les veles. Contràriament, la brusca que s'emprava en l'operació de bruscar indicava el conjunt de feixos d'una herba llenyosa (argelaga o similar) usada per a escalfar el buc d'un vaixell abans de calafatar-lo.

## Peces amb brusca
En els vaixells i barques de fusta de construcció tradicional hi havia (i encara hi ha) diverses peces amb curvatura. El sistema clàssic dels mestres d'aixa per a marcar les peces de fusta de partida per a obtenir peces acabades amb la forma desitjada, requeria l'ús de la brusca-llistó o brusca-eina.

### Baus
La curvatura dels baus és habitual, intencionada i d'origen funcional. La coberta d'un vaixell no és plana i reposa, precisament, sobre el baus. La curvatura (o brusca) dels baus determina la brusca de la coberta. La brusca de la coberta facilita el desguàs pels embornals de l'aigua embarcada.

### Arbres, antenes i vergues
Les vergues dels velers caires, des del punt de vista de la resistència de materials, són bigues suportades des del centre i sotmeses a flexió. Podrien ser de forma cilíndrica o bicònica però l'experiència pràctica (confirmada per les teories científiques) va demostrar que la forma ideal era la que s'assemblava a un fus. Amb un secció màxima en el centre i seccions més petites als extrems.
- La brusca (curvatura) d'una verga seguia unes normes determinades. Un mestre d'aixa, emprant una brusca, podia marcar els límits de la curvatura desitjada. Un cop la peça marcada podia “obrar a la brusca”, rebaixant la fusta sobrant.

Per als arbres i antenes s'apliquen raonaments semblants.

## Procediment
La justificació teòrica és molt senzilla: en el cas d'una peça allargada és possible mesurar i anotar les dimensions del travers de la peça i dibuixar-les en un plànol de la peça amb doble escala: l'escala longitudinal serà reduïda (per exemple 1:10) mentre que l'escala transversal serà la natural (1:1). Així una peça de 1.000 cm (10 m) x 200 cm es podrà dibuixar en un plànol de 100 x 20 cm.
- De manera semblant a alguns plànols tècnics, que usen (en un mateix plànol) escales vertical i horitzontal diferents.[11]

### Per a arbres i peces de l'arboradura
En la pàgina 186 de l'obra de referència pot consultar-se el procediment de marcar i obrar un arbre de vaixell a la brusca (Curso metódico de arquitectura naval. Joan Monjo i Pons).

#### Interpretació resumida
- Dibuixar un traçat auxiliar (anomenat “cambija” en castellà)
  - Dibuixar una recta de longitud igual a una dècima part de la de la peça final. Aquesta recta es pot anomenar recta vertical inicial.
  - Dibuixar els semidiàmetres perpendicularment en els extrems de la recta anterior, a escala natural (amb els seus valors reals)
  - Dibuixar un arc “adequat” que uneixi els extrems dels segments que representen els semidiàmetres.
  - Dividir la recta inicial en parts iguals (per exemple 10 parts iguals)
  - Traçar diverses perpendiculars a la recta vertical inicial que, passant pels punts de les divisions anteriors, tallin l'arc que uneix els extrems dels semidiàmetres.
  - Cada segment definit anteriorment (que va des de la recta inicial fins a l'arc) és igual al gruix de la meitat de la peça final, a l'alçaria corresponent.
  - Els punts definits sobre l'arc es poden projectar verticalment fins a la base del croquis (que correspon al semidiàmetre major de la peça final desitjada).
- Aquests punts es copien sobre la brusca-llistó
  - Des de la brusca-llistó és poden passar al cabiró, biga o peça de fusta en brut.
- Obrar a la brusca: el mestre d'aixa, un cop marcada la peça de fusta en brut, pot rebaixar-la deixant-la primer en una peça de seccions quadrades i, després, rebaixar els cantells per a obtenir una peça de seccions vuitavades.[13]

## Documents
- 1345. Perxes de bruscar. En el sentit de forques per a socarrar el buc de dues galeres.[7][14]
  - “...Item, aquel jorn matex costaren IIII perxes de bruscar: I s., IIII...” (Pàgina 186 de la referència)
- 1392. Mallorca. Capítols per les naus. “...Item que tota nau ho altre vaxell qui haurà mester brusca per adobar, que aquella que mester haurà haia a portar j. jorn abans a Portupi e no anans…”[15]
- 1406. Bruscar. En el sentit de socarrar el buc d'un vaixell. Despeses de la galera Sant Tomàs.[16]
  - 1406. Per a “bruschar” la galera Sant Tomàs, a València.[17]
- 1420. “Bruscha” carregada en una nau, amenaçant de cremar-la.[18]
- 1499. Brusca, en el sentit de llenyam petit, esmentada en italià.[19]
- 1537. Esment de “brusca” en italià. En el sentit de llenya per a carenar el galió del capità venecià Alessandro Bondumiero.[20]

- 1607. Brusca en el sentit de curvatura.: “Brusca che fa il garbo della galea” (Nautica Mediterranea. Bartolomeo Crescentio Romano)[5]
- 1868. "Brusca de la cubierta" en castellà.[21]